# Бои за Кинто
Бои за Кинто (исп. Batalla de Quinto) — часть Сарагосской операции, осуществляемой республиканцами летом 1937 года во время гражданской войны в Испании.

## Планы и силы сторон
Наступление на Сарагосу было запланировано генеральным штабом республиканцев как крупномасштабная операция с целью окружить и захватить город, и проводилось на всём Арагонском фронте. Фактически, вдоль течения реки Эбро по оси шоссе от Кинто был самый быстрый путь на Сарагосу.
Поскольку наступление было задумано как молниеносное наступление на столицу Арагона, в операции были задействованы многочисленные силы, особенно танки и кавалерия. Этот сектор плохо защищался войсками Франко. В самом Кинто и окрестностях на укреплённых позициях находилось около 1500 штыков, поддержанных двумя артиллерийскими батареями.

## Ход боёв
24 августа
В 04:00 24 августа севернее Кинто 102-я бригада и три батальона из 120-й внезапно для националистов пересекли реку Эбро и начали наступление на железнодорожную станцию Пина д’Эбре и Эрмита-де-Бонастре, но в течение всего дня не смогли их захватить. Их авангарды подошли с севера к Кинто и завязали перестрелку.
Главный удар на Кинто с юга наносила 35-я интернациональная дивизия генерала Вальтера своими 15-й и 11-й интернациональными бригадами.
В 06:00 15-я бригада (батальон Димитрова) атаковала позиции на холме Пурбурель южнее Кинто, но интенсивный огонь националистов заставил батальон обойти посёлок, избегая укреплённых позиций на холме Лас-Эрас и на кладбище, и выйти к северу.
В 9 утра эти две позиции были атакованы американским батальоном Линкольна и канадским батальоном Маккензи-Папино. Завязались ожесточённые бои, и в 13:00 республиканские самолёты бомбили Кинто.
В 15:00, после окружения Кинто британским батальоном и артобстрела позиций противника, батальон Линкольн при поддержке восьми танков начал атаку и через три часа занял холм Лас-Эрас и подошёл к кладбищу и церкви. Несколько уцелевших защитников Лас-Эраса покинули свои позиции и присоединились к обороне центра посёлка.
Наступавшая левее 11-я интернациональная бригада после атаки заняла позиции националистов на холме Ла-Тоскета и Ле-Паридерас и продвинулась дальше на север.
Таким образом, к концу дня, 24 августа, франкисты продолжали удерживать Бонастре, железнодорожную станцию Пина, посёлок и холм Пурбурель, сосредоточив наибольшее количество защитников в этих двух последних и не получив никакого подкрепления, поскольку Кинто, как и другие города, такие как Фуэнтес-де-Эбро, Бельчите и Кодо, были практически окружены и изолированы. Всю ночь с 24 на 25 августа и даже до утра следующего дня защитники Кинто радировали о помощи.
25 августа
В 07:45 утра авиация легиона «Кондор», с целью помочь защитникам посёлка, нанесла бомбовый удар по позициям республиканцев, но без особого успеха.
Комендант гарнизона Кинто приказал, чтобы оставшиеся войска сосредоточились в церкви и домах на площади, в то время как два артиллерийских орудия были размещены в начале улицы с целью укрепить позиции и способствовать обороне, хотя были обеспечены всего лишь 30 снарядами.
В 08:00 батальон Димитрова атаковал и занял железнодорожную станцию Кинто, а затем с помощью роты батальона Линкольна занял цементный завод. Также после тяжёлых боёв была захвачена церковь.
Днём националисты отразили атаку британского батальона, потерявшего своего командира, на укреплённые позиции на холме Пурбурель и смогли удержать их до ночи.
Около 16:00 республиканцы захватили севернее Кинто позиции Бонастре, а незадолго до этого — железнодорожную станцию Пина д’Эбре.
26 августа
К утру защитники сопротивлялись только на холме Пурбурель, окруженном республиканскими войсками. Утром позиции националистов бомбила собственная авиация, полагавшая, что они уже захвачены республиканцами.
Вскоре после этого, в 10:00, ротой батальона Линкольна, британским батальоном, двумя ротами 24-го батальона при многочисленной артиллерийской и авиационной поддержке была предпринята широкомасштабная атака. Весь день шли ожесточённые бои, и к 18:30 республиканцы захватили последние позиции националистов. Было взято около 500 пленных, около 300 человек были убиты и ранены на позициях.

## Результаты
Упорная защита Кинто националистами не позволила республиканцам быстро выйти к Сарагосе и сорвала часть плана проводившейся операции.